# Dan Cârlan
Dan Cârlan (n. 22 august 1961, Piatra-Neamț, România) este un politician român, membru PNL, fost șef al organizației județene PDL Iași. În data de 4 septembrie 2014, a fost numit în funcția de prefect al județului Iași. În perioada 2004-2008 a fost senator PD. Dan Cârlan a candidat pentru funcția de președinte al Consiliului Județean Iași la alegerile locale din 1 iunie 2008, obținând 28,97% din totalul voturilor valid exprimate și plasându-se pe locul II după fostul primar Constantin Simirad . În 15 ianuarie 2019 fostul prefect al județului Iași și fost director general adjunct în Ministerul Energiei, a devenit funcționar la primăria din Tarcău.